# دویسبورگ
دویسبورگ یکی از شهرهای آلمان در ایالت نوردراین-وستفالن است. این شهر دوازدهمین شهر بزرگ آلمان و پنجمین شهر بزرگ ایالت نوردراین-وستفالن می‌باشد.
دویسبرگ یکی از بزرگ‌ترین بندرهای درون خشکی در اروپا را از طریق رودخانه راین دارا است. این شهر همچنین بخاطر داشتن کارخانه فولادش، مشهور می‌باشد.
بزرگ‌ترین مسجد دارای گنبد و مناره در آلمان در شهر دویسبرگ قرار دارد. این مسجد که به سبک معماری مساجد دوره عثمانی ساخته شده مسجد جامع مارکسلوه نامیده می‌شود و توسط جماعت اسلامی ترکیه ساخته شده است.